# テオドリクス (対立教皇)
テオドリクス（? - 1102年、Theodoricus）は、ローマ教皇であるパスカリス2世の対立教皇である（在位：1100年9月8日 - 1101年）。

## 生涯
もとはサンタルフィナの司教・枢機卿だったが神聖ローマ帝国と教皇の対立が続く中1100年9月8日の対立教皇であるクレメンス3世の死に伴って、皇帝ハインリヒ4世の党派によって擁立された対立教皇である。しかし1101年、パスカリス2世によって逮捕・投獄されサレルノ近郊のカーバデティッレーニ修道院に幽閉、翌1102年同地にて死亡した。